# بز کوهی سیبری
بز کوهی سیبری (نام علمی: Capra sibirica) نام یک گونه از سرده بز کوهی است.